# Mario Stoppino
Mario Fortunato Angelo Stoppino (Vigevano, 3 febbraio 1935 – Pavia, 13 febbraio 2001) è stato un politologo italiano.

## Biografia
Docente di Scienza politica per oltre trent'anni nella Facoltà di Scienze Politiche dell'Università degli Studi di Pavia, ha avuto come fulcro della propria attività intellettuale il concetto di potere ed il suo ruolo centrale nella definizione della politica.
Sulla scia di Bruno Leoni, suo maestro e predecessore alla cattedra di Scienza politica all'ateneo pavese, è stato tra i primi politologi italiani a introdurre nel dibattito accademico nazionale le nuove correnti politologiche d'oltreoceano, come l'orientamento psicosociale (Lasswell, Kaplan). Si è occupato, oltre che della riflessione teorica, di ricerche empiriche, nel campo del decentramento comunale e della partecipazione politica, dei simboli politici e dei conflitti politici e sociali.
È stato presidente della Società italiana di scienza politica (Sisp), ha fondato il Centro interuniversitario di analisi dei simboli e delle istituzioni politiche (Casip), ha fondato e diretto la rivista "Quaderni di Scienza politica" (Quasp).

## Opere
- Potere politico e stato. Milano: Giuffrè, 1968.
- Potere sociale e azione politica. Milano: Codit, 1993.
- Potere ed élites politiche. Milano: Giuffrè, 2000. ISBN 88-14-08300-2
- Potere e teoria politica. Milano: Giuffrè, 2001, (terza edizione, riveduta e corretta). ISBN 88-14-08722-9